# Право на заштиту генетских података осигураника
Право на заштиту генетских података осигураника једно је од права пацијената у области здравствене заштитите и једно од права у области заштите приватности пацијената. У упоредном праву, право на заштиту генетских података осигураника, често у пракси доводи до различитих правних ситуација које настају на релацији осигуравајућа друштва и осигураници, у области утврђивања висине премија за одређени осигурани ризик. У том смислу поставља се основно питање треба ли лице које жели да се осигура да заступнику осигурања саопшти резултате генетског тестирања, или ако учини тиме крши право приватности.

## Тумачења
Без обзира да ли се ради о тестирању које је спроведено пре појаве симптома болести (предикативни генски тестови) или након појаве симптома болести, а у циљу постављања тачне дијагнозе и евентуалног излечења (тдијагностички тестови), пракса је различита у европско-континенталном систему у односу на англо-саксонски правни систем.

### Европско-континентални систем
У Немачкој, резултати генетских тестова доступни су само лицу које је тестирано као и надлежном лекару, а трећим лицима само под условом да постоји изричита писана сагласност тестираног лица.
Резултати генетичких тестирања се чувају 10 година, а након тога бивају уништени, при чему постоји и обавеза уништења генетског узорка.

### Англо-саксонски правни систем
У Сједињеним Америчким Држава током 2008. године донет је Закон о забрани дискриминације на темељу генетских информација поводом здравственог осигурања и запошљавања. Наведеним законом настојало се забранити послодавцима и осигуравајућим кућама здравственог осигурања да дескринимишу лица на основу њихове генетске предеспозиције за настанак болести.
Такође сврха доношења овог закона била је и да се створи поверење потрошача у резултате генетичких тестова, без бојазни да ће се исти искористити против тих лица.
Према одредбама наведеног закона осигуравајућим кућама забрањена је употреба генетских информација при доношењу одлука о закључивању уговора о здравственом осигурању као и при одређивању премије. 
Одредбе поменутог закона не примењују се на животна осигурања као ни на инвалидска осигурања и осигурања дуготрајније неге и помоћи одређеном лицу.